# Betula divaricata
Betula divaricata är en björkväxtart som beskrevs av Carl Friedrich von Ledebour. Betula divaricata ingår i släktet björkar, och familjen björkväxter. Inga underarter finns listade.